# Amphicotylidae
Amphicotylidae är en familj av plattmaskar som beskrevs av Ariola 1899. Amphicotylidae ingår i ordningen Eucestoda, klassen Neodermata, fylumet plattmaskar och riket djur.
Familjen innehåller bara släktet Abothrium.